# Rhachidelus brazili
Rhachidelus brazili is een slang uit de familie toornslangachtigen (Colubridae) en de onderfamilie Dipsadinae.

## Naam en indeling
De wetenschappelijke naam van de soort werd voor het eerst voorgesteld door George Albert Boulenger in 1908. Het is de enige soort uit het monotypische geslacht Rhachidelus.

## Verspreiding en habitat
Rhachidelus brazili komt voor in delen van Zuid-Amerika en leeft in de landen Brazilië, Argentinië en Paraguay. De habitat bestaat uit vochtige tropische en subtropische laaglandbossen en droge savannen.

## Beschermingsstatus
Door de internationale natuurbeschermingsorganisatie IUCN is de beschermingsstatus 'veilig' toegewezen (Least Concern of LC).